# Sicco Bouwer
Sicco Bouwer (Drachten, 18 april 1992) is een Nederlands voetballer die sinds 2013 uitkomt voor Drachtster Boys.